# Nyctibatrachus
Nyctibatrachus es un género de anfibios de la familia Nyctibatrachidae.

## Distribución geográfica
Son endémicas de las Ghats occidentales, en el sudoeste de la India.  

## Especies
Se reconocen las 28 siguientes según ASW:
- Nyctibatrachus acanthodermis Biju, Van Bocxlaer, Mahony, Dinesh, Radhakrishnan, Zachariah, Giri & Bossuyt, 2011
- Nyctibatrachus aliciae Inger, Shaffer, Koshy & Bakde, 1984
- Nyctibatrachus anamallaiensis (Myers, 1942)
- Nyctibatrachus beddomii (Boulenger, 1882)
- Nyctibatrachus danieli Biju, Van Bocxlaer, Mahony, Dinesh, Radhakrishnan, Zachariah, Giri & Bossuyt, 2011
- Nyctibatrachus dattatreyaensis Dinesh, Radhakrishnan & Bhatta, 2008
- Nyctibatrachus deccanensis Dubois, 1984
- Nyctibatrachus deveni Biju, Van Bocxlaer, Mahony, Dinesh, Radhakrishnan, Zachariah, Giri & Bossuyt, 2011
- Nyctibatrachus gavi Biju, Van Bocxlaer, Mahony, Dinesh, Radhakrishnan, Zachariah, Giri & Bossuyt, 2011
- Nyctibatrachus grandis Biju, Van Bocxlaer, Mahony, Dinesh, Radhakrishnan, Zachariah, Giri & Bossuyt, 2011
- Nyctibatrachus humayuni Bhaduri & Kripalani, 1955
- Nyctibatrachus indraneili Biju, Van Bocxlaer, Mahony, Dinesh, Radhakrishnan, Zachariah, Giri & Bossuyt, 2011
- Nyctibatrachus jog Biju, Van Bocxlaer, Mahony, Dinesh, Radhakrishnan, Zachariah, Giri & Bossuyt, 2011
- Nyctibatrachus karnatakaensis Dinesh, Radhakrishnan, Manjunatha Reddy & Gururaja, 2007
- Nyctibatrachus kempholeyensis (Rao, 1937)
- Nyctibatrachus kumbara[2] Gururaja, Dinesh, Priti & Ravikanth, 2014
- Nyctibatrachus major Boulenger, 1882
- Nyctibatrachus minimus Biju, Van Bocxlaer, Giri, Roelants, Nagaraju & Bossuyt, 2007
- Nyctibatrachus minor Inger, Shaffer, Koshy & Bakde, 1984
- Nyctibatrachus periyar Biju, Van Bocxlaer, Mahony, Dinesh, Radhakrishnan, Zachariah, Giri & Bossuyt, 2011
- Nyctibatrachus petraeus Das & Kunte, 2005
- Nyctibatrachus pillaii Biju, Van Bocxlaer, Mahony, Dinesh, Radhakrishnan, Zachariah, Giri & Bossuyt, 2011
- Nyctibatrachus poocha Biju, Van Bocxlaer, Mahony, Dinesh, Radhakrishnan, Zachariah, Giri & Bossuyt, 2011
- Nyctibatrachus sanctipalustris Rao, 1920
- Nyctibatrachus shiradi Biju, Van Bocxlaer, Mahony, Dinesh, Radhakrishnan, Zachariah, Giri & Bossuyt, 2011
- Nyctibatrachus sylvaticus Rao, 1937
- Nyctibatrachus vasanthi Ravichandran, 1997
- Nyctibatrachus vrijeuni Biju, Van Bocxlaer, Mahony, Dinesh, Radhakrishnan, Zachariah, Giri & Bossuyt, 2011